# ديان إيلييف
ديان إيلييف (بالمقدونية: Дејан Илиев)‏ هو لاعب كرة قدم شمال مقدوني في مركز حراسة المرمى، ولد في 25 فبراير 1995 في ستروميكا في مقدونيا الشمالية. شارك مع منتخب جمهورية مقدونيا تحت 17 سنة لكرة القدم ومنتخب جمهورية مقدونيا تحت 19 سنة لكرة القدم ومنتخب مقدونيا الشمالية تحت 21 سنة لكرة القدم ومنتخب مقدونيا الشمالية لكرة القدم. أما مع النوادي، فقد لعب مع شروزبري تاون ونادي أرسنال وياغيلونيا بياويستوك.

## وصلات خارجية
- ديان إيلييف على موقع الاتحاد الأوربي (الإنجليزية)
- ديان إيلييف على موقع الاتحاد الأوربي (الإنجليزية)
- ديان إيلييف على موقع قاعدة بيانات كرة القدم.إي يو (الإنجليزية)
- ديان إيلييف على موقع Soccerbase.com (لاعب) (الإنجليزية)
- ديان إيلييف على موقع Soccerway.com (الإنجليزية)
- ديان إيلييف على موقع عالم كرة القدم.نت (الإنجليزية)
- ديان إيلييف على موقع AS.com (الإسبانية)